# Dasyrhicnoessa humilis
Dasyrhicnoessa humilis är en tvåvingeart som beskrevs av Lorenzo Munari 2004. Dasyrhicnoessa humilis ingår i släktet Dasyrhicnoessa och familjen Canacidae. Inga underarter finns listade i Catalogue of Life.